# تشيدل (دائرة انتخابية في المملكة المتحدة)
تشيدل (بالإنجليزية: Cheadle)‏ هي إحدى الدوائر الانتخابية في المملكة المتحدة الممثلة في مجلس العموم في برلمان المملكة المتحدة.
عضو البرلمان الذي يمثلها حالياً هو Mark Hunter (الديمقراطيين الليبراليين).